# Бог існує, її ім'я — Петрунія
«Бог існує, її ім'я — Петрунія» (мак. Gospod postoi, imeto i' e Petrunija) — копродуційний драматичний фільм 2019 року, поставлений режисеркою Теоною Стругар-Мітевскою. Світова прем'єра відбулася 10 лютого 2019 року на 69-му Берлінському міжнародному кінофестивалі, де фільм брав участь в основній конкурсній програмі у змаганні за «Золотого ведмедя» та здобув Приз екуменічного журі.

## Сюжет
«Скажеш їм, що тобі 24 роки», — радить мати Петрунії, коли її дочка вирушає на чергову співбесіду. Але Петрунії вже 32 рік, окрім того, вона вивчала історію, предмет, який, мабуть, нікому в Македонії не потрібен. Тому вона сидить перед своїм потенційним роботодавцем, власником фабрики, який відмовляється сприймати її серйозно.
Дорогою додому, не отримавши роботи, Петрунія вирішує зробити вирішальний крок. На Богоявлення, як і щороку, молоді чоловіки пірнають за святим хрестом, який священик кидає у крижану річку. Цього разу Петрунія виявляється швидшою за всіх і в результаті тримає трофей на висоті для телекамер. Але жінки не можуть брати участь у цій суто чоловічій церемонії. Цілий день і одну ніч Петрунія захищатиме хрест, чинячи опір великому громадському хвилюванню, захищаючись від архаїчних традицій і, таким чином, виступаючи проти закритих переваг чоловічого світу.

## У ролях
| • Зоріца Нушева        | … | Петрунія              |
| • Лабіна Митевська     | … | Славіца, журналістка  |
| • Петар Мірчевскі      | … | Стоян                 |
| • Стефан Вуйсіс        | … | Дарко, молодий офіцер |
| • Суад Беговскі        | … | священик              |
| • Симеон Моні Дамевскі | … | Мілан                 |
| • Віолета Сапковска    | … | Васка                 |
| • Андріяна Колевска    | … | Благіца               |
| • Нікола Кумєв         | … | Васко, старий офіцер  |
| • Байруш Мяку          | … | прокурор              |
| • Джевдет Ясарі        | … | Бойкан, телеоператор  |
| • Владимир Тулієв      | … | Стефан, бармен        |
| • Маріо Кнезовіч       | … | бос                   |

## Знімальна група
- Автори сценарію — Теона Стругар Митевська, Елма Татараджич
- Режисер-постановник — Теона Стругар Митевська
- Продюсер — Лабіна Митевська
- Співпродюсери — Себастьєн Деллоє, Даніел Хоцевар, Жденка Ґолд, Марі Дюба, Елі Міровіц
- Оператор — Віржині Сен-Мартен
- Композитор — Олів'є Самуійян
- Монтаж — Марі-Елен Дозо
- Художник-постановник — Вук Мітевскі
- Художник-костюмер — Моніка Лорбер
- Артдиректор — Желка Бурич
- Підбір акторів — Кірияна А. Ніколовска

## Нагороди та номінації
| Список нагород та номінацій                | Список нагород та номінацій | Список нагород та номінацій | Список нагород та номінацій   | Список нагород та номінацій | Список нагород та номінацій |
| Кінофестиваль/Кінопремія                   | Рік                         | Категорія                   | Номінант(и)                   | Результат                   | Дж                          |
| ------------------------------------------ | --------------------------- | --------------------------- | ----------------------------- | --------------------------- | --------------------------- |
| 69-й Берлінський міжнародний кінофестиваль | 2019                        | Золотий ведмідь             | Бог існує, її ім'я — Петрунія | Номінація                   |                             |
| 69-й Берлінський міжнародний кінофестиваль | 2019                        | Приз екуменічного журі      | Бог існує, її ім'я — Петрунія | Перемога                    | [ 5 ]                       |